# Miguel Ángel Prieto
Miguel Ángel Prieto Adanero (* 20. September 1964 in Segovia) ist ein ehemaliger spanischer Leichtathlet, der im Gehen erfolgreich war. Er gewann eine Bronzemedaille bei Europameisterschaften.

## Sportliche Karriere
Prieto war 1990 spanischer Meister im 20-km-Gehen.
Bei den Junioreneuropameisterschaften 1983 in Schwechat erreichte Prieto den fünften Platz im 10.000-Meter-Gehen. Drei Jahre später bei den Europameisterschaften 1986 in Stuttgart ging Prieto seine Karrierebestzeit und erkämpfte damit die Bronzemedaille hinter Jozef Pribilinec aus der Tschechoslowakei und dem Italiener Maurizio Damilano. Prieto hatte im Ziel 19 Sekunden Rückstand auf Damilano und 16 Sekunden Vorsprung vor dem viertplatzierten Wiktor Mostowik aus der Sowjetunion. 1987 trat Prieto bei den Halleneuropameisterschaften in Liévin über 5000 Meter an und belegte den elften Platz. Im August bei den Weltmeisterschaften in Rom belegte Prieto den 27. Platz unter 35 Gehern, die das Ziel erreichten.
1989 bei der Universiade in Duisburg gewann Prieto die Silbermedaille hinter dem Italiener Walter Arena. Im Jahr darauf bei den Europameisterschaften 1990 in Split kam Prieto als 13. ins Ziel. Anfang 1991 wurde Prieto über 5000 Meter Vierter bei den Hallenweltmeisterschaften in Sevilla, er hatte 6,78 Sekunden Rückstand auf den Gewinner der Bronzemedaille. Im August 1991 bei den Weltmeisterschaften in Tokio überquerte er als 21. die Ziellinie. 1992 fanden die Olympischen Spiele in Barcelona statt. Im 20-km-Gehen siegte der Spanier Daniel Plaza. Etwa fünf Minuten nach Plaza erreichte Prieto als Zehnter das Ziel.

## Bestzeiten
- 20 km Straßengehen: 1:21:36 Stunden, 27. August 1986 in Stuttgart
- 50 km Straßengehen: 3:55:57 Stunden, 16. März 1986 in Madrid